# 特拉維夫同志遊行

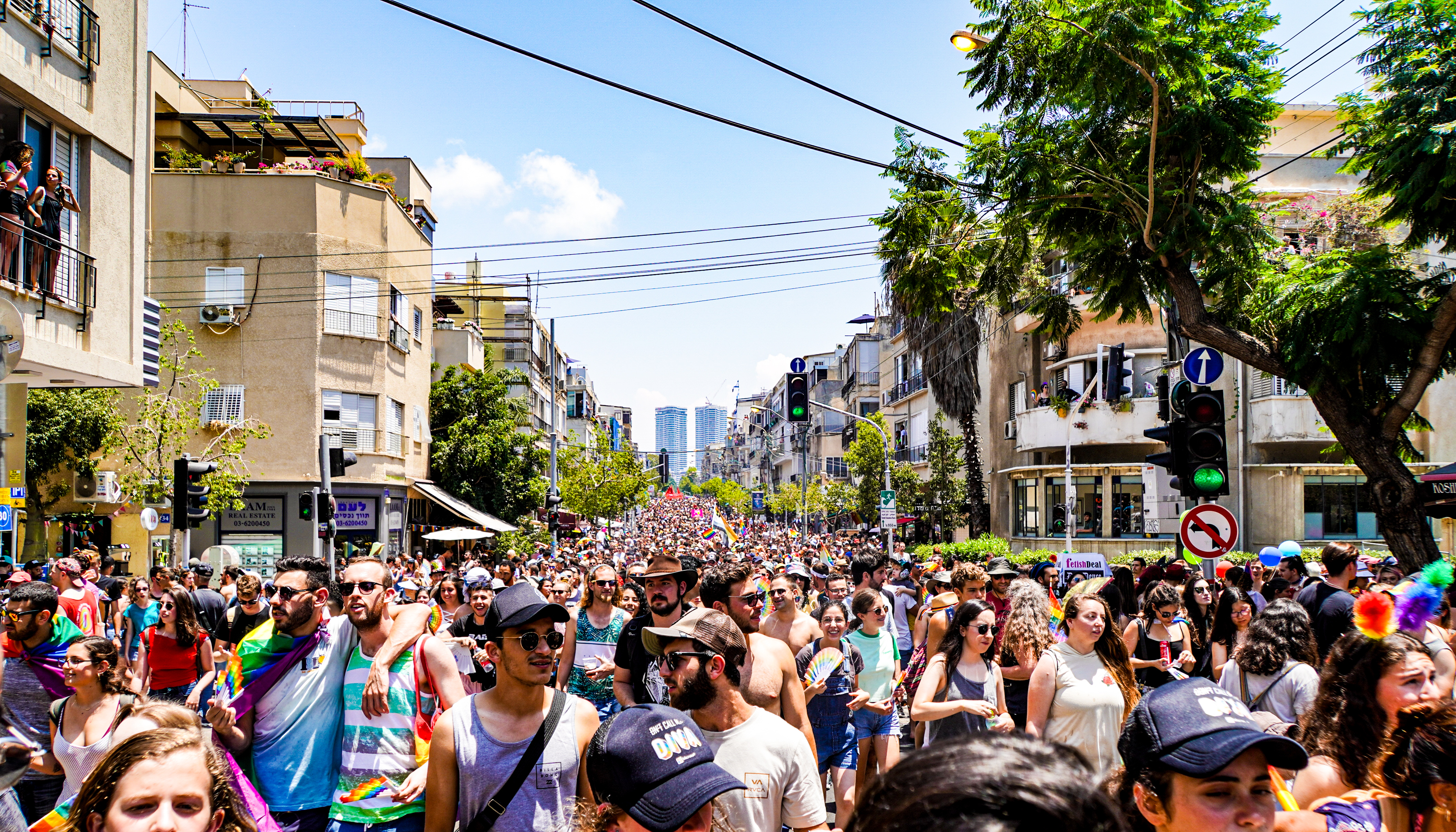
2019年巡游

特拉維夫同志遊行 （希伯来语：גאווה תל אביבית）是一個為期一周的系列活動，為男同性戀、女同性戀、雙性戀、跨性別等LGBT群體的慶祝活動，自1998年開始舉行，為以色列及中東第一個舉行同志遊行的城市，於每年六月第二個星期在以色列特拉維夫舉辦，為中東及亞洲最大規模同志驕傲遊行。

## 驕傲遊行

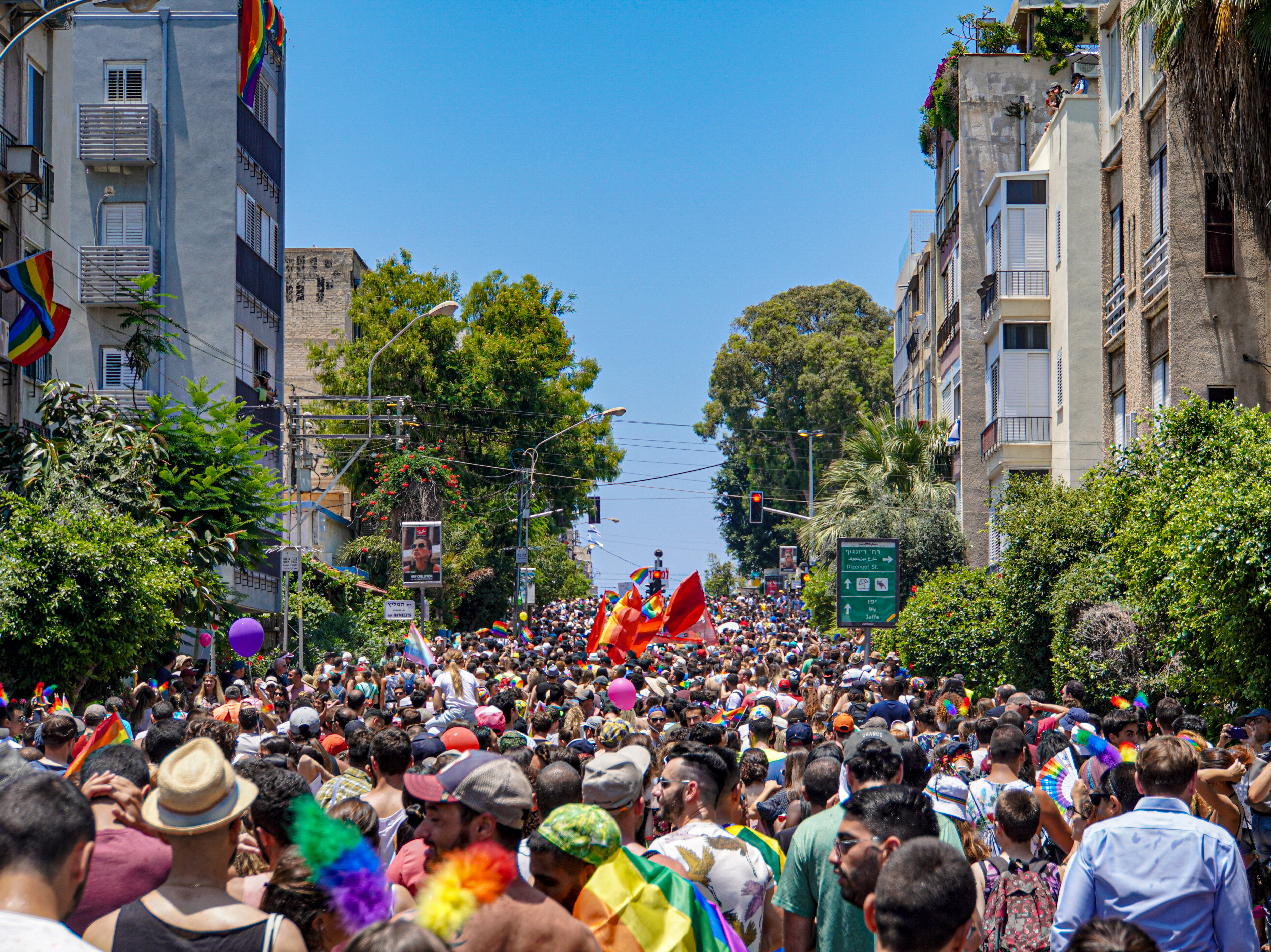
巡遊至布格拉休夫街

特拉維夫驕傲遊行（Tel Aviv Pride Parade），原稱特拉維夫愛的大遊行（Tel Aviv Love Parade），其遊行路線為一開始在美爾公園（Meir Park）集合並出發，途經布格拉休夫街（Bugrashov Street）、本葉胡達街（Ben Yehuda Street）、本古里安大道，最終在Tel Aviv Promenade海濱舉行沙灘派對。此遊行為亞洲最大規模之驕傲遊行，2011年，超過10萬人參與此遊行，其中約5000名觀光客。